# 科索沃乙組足球聯賽
科索沃乙組足球聯賽是科索沃的第三級別足球聯賽。共有16支球隊參加，每支球隊與另外15支球隊進行主客賽事，積分最高2支球隊升級至科索沃甲組足球聯賽。